# Hoa Quân
Hoa Quân là một xã thuộc tỉnh Nghệ An, Việt Nam. Xã được hình thành trên cơ sở sáp nhập các xã Thanh An, Thanh Hương, Thanh Quả và Thanh Thịnh của huyện Thanh Chương trong đợt Sáp nhập tỉnh thành Việt Nam 2025.

## Địa lý
Xã Hoa Quân có vị trí địa lý:
- Phía Đông giáp xã Đại Đồng và xã Xuân Lâm;
- Phía Nam giáp xã Kim Bảng;
- Phía Tây giáp xã Sơn Lâm;
- Phía Bắc giáp xã Tam Đồng.

Xã Hoa Quân có diện tích tự nhiên 107,67 km².

## Hành chính và tên gọi
Xã Hoa Quân được thành lập theo Nghị quyết số 1678/NQ-UBTVQH15 của Ủy ban Thường vụ Quốc hội Việt Nam, ban hành ngày 16 tháng 6 năm 2025. Theo đó, sắp xếp toàn bộ diện tích tự nhiên, quy mô dân số của các xã Thanh An, Thanh Hương, Thanh Quả và Thanh Thịnh thuộc huyện Thanh Chương trước đây thành một xã mới có tên gọi là xã Hoa Quân.
Sau sắp xếp xã có diện tích tự nhiên: 107,67 km², quy mô dân số: 32.149 người.